# Roberto Rolla
Roberto Rolla (Fivizzano, 7 ottobre 1941 – Carrara, 24 marzo 1981) è stato un calciatore italiano, di ruolo ala sinistra.
Nel 1981 si è ammalato di cancro, a causa del quale morì il 24 marzo dello stesso anno.

## Carriera
Cresciuto calcisticamente nel settore giovanile del San Marco Avenza, è passato al Pisa in serie C nel 1962, mentre la stagione successiva è stato ceduto al Pontedera con cui disputa due campionati di Serie D, il primo finito al settimo posto, mentre il secondo terminato al secondo.
Nel 1965 è stato acquistato dalla Massese, dove gioca per due campionati, finché venne comprato dal Foggia in Serie B. Nella prima stagione rossonera totalizza 31 presenze e 7 gol, mentre l'anno seguente sigla 2 reti in 26 partite. Nell'estate venne ceduto alla Ternana, dove contribuì alla salvezza dei rosso-verdi grazie a 3 reti in 18 partite.
Trascorse i suoi ultimi anni di carriera tra lo Spezia, la SPAL (con cui vinse il campionato di Serie C 1972-1973) e la Carrarese, fin quando si ritirò dal calcio nel 1975.

## Palmarès

### Club

#### Competizioni nazionali
- Serie C: 1

SPAL: 1972-1973